# Taxiphyllum andersonii
Taxiphyllum andersonii là một loài Rêu trong họ Hypnaceae. Loài này được (E.B. Bartram) H.A. Crum mô tả khoa học đầu tiên năm 1965.